# Рваная грелка
«Рваная грелка» (изначально — «48 часов») — литературный конкурс произведений в жанре научно-фантастических рассказов на русском языке. Возник как дружеское соревнование на форуме «Нуль-Т». Название «рваная грелка» происходит от высказывания Олега Дивова, что настоящий мастер способен написать рассказ за 48 часов и в анонимном конкурсе «всех порвёт как Тузик грелку».

## Правила соревнования
Конкурс проходит два раза в год на некоммерческих началах. Арбитрами выступают не участвующие в соревновании писатели-фантасты, литературные деятели и представители издательств.
Каждое соревнование начинается с публикации выбранной арбитром темы для конкурса. Тема может быть сформулирована в любой манере и включать в себя самые разные требования. Затем в отведённый для этого срок — обычно три дня — любой желающий может написать рассказ на заданную тематику и зарегистрировать его для участия в первом туре. По истечении срока начинается оценка произведений. Каждый из зарегистрированных участников оценивает все имеющиеся рассказы и выбирает шесть наиболее понравившихся. По итогам этого голосования определяются победители. В случае, когда количество рассказов-участников превышает определённое жюри число, голосование проводится в два тура.
На конкурс не допускаются рассказы, начатые или написанные до момента объявления темы. Авторство рассказов не раскрывается до объявления результатов. Участники, раскрывшие своё авторство до этого, дисквалифицируются.
Возникающее несоответствие сроков проведения (первоначальное название конкурса «48 часов», в то время как в действительности он длится с 15:00 пятницы по 23:59 понедельника) вызывает постоянные вопросы среди авторов, участвующих в «Грелке» впервые. Разъяснения по этому поводу написал Леонид Каганов в официальном ЖЖ-сообществе:
Изначально называясь „рассказ за 48 часов“, конкурс Грелка стартует в 15:00:00 пятницы, а прием работ закрывается в последнюю секунду понедельника (после 23:59:59 по московскому времени). На первый взгляд это странно, но этому есть вполне естественное объяснение.
Дело в том, что конкурс изначально задумывался глобально российским, официально он стартует действительно в полночь — ровно в 00:00, но только там, где эта полночь наступает раньше всего: в Петропавловске-Камчатском. В Москве в это время 15:00. Чтобы все были в равных условиях и никто не оказался ущемленным по причине смещения светового дня, Грелка двигается вместе с Солнцем по всем девяти часовым поясам, обходит страну и завершается в Москве в 23:59.
Поэтому прием работ от авторов Петропавловска-Камчатского должен был заканчиваться на 9 часов раньше, а москвичам, в свою очередь, следовало узнавать тему на 9 часов позже. Но в условиях интернета соблюсти это оказалось невозможно. Первые восемь Грелок оказались наполнены путаницами, дрязгами и подтасовками, их результаты до сих пор вызывают справедливые сомнения.

В итоге было принято решение начинать конкурс и заканчивать для всех участников в одно время: Грелка начинается в 00:00 субботы (по Петропавловску-Камчатскому), а заканчивается в 23:59 понедельника (по Москве).

## Прошедшие конкурсы
| Срок проведения                   | Тема соревнования                                                                                | Арбитр конкурса / Автор темы конкурса | Специальные условия | Победитель                       | Выигравший рассказ                             |
| --------------------------------- | ------------------------------------------------------------------------------------------------ | ------------------------------------- | --- | -------------------------------- | ---------------------------------------------- |
| весна 2001                        | Никто не мог знать, что я — человек                                                              | Алан Кубатиев                         | нет | Юрий Бурносов                    | «Мессия должен умереть»                        |
| осень 2001                        | Оставалось почти семьдесят лет, но что можно сделать за такое ничтожное время?                   | Сергей Лукьяненко                     | Тема в виде фразы должна присутствовать в тексте рассказа | Леонид Каганов                   | «Космический викинг»                           |
| весна 2002                        | нет                                                                                              | Генри Лайон Олди                      | Первая фраза: «Чалый звездолет, всхрапывая и тряся соплами, пятился от Гончих Псов.» Последняя фраза: «А нуль-шишиги все шуршали в черных дырах, сетуя на падение скорости света…»                                                                          | Виктория Смышляева               | «Уцелевшие»                                    |
| осень 2002                        | Испытание на способность любить и последствия оного испытания                                    | Ник Перумов                           | нет | Леонид Каганов                   | «Любовь Джонни Кима»                           |
| весна 2003                        | Вещь в себе                                                                                      | Святослав Логинов                     | нет | Наталья Егорова                  | «Лиля»                                         |
| осень 2003                        | Лёгкая жизнь                                                                                     | аноним                                | Слово «жизнь» (и однокоренные слова) должно встречаться в тексте не более 1 раза (не считая названия) | Сергей Лукьяненко                | «Не спешу»                                     |
| весна 2004                        | Нанотехнология, связанные с ней надежды и тревоги                                                | Роберт Шекли                          | нет | Сергей Лукьяненко                | «Доктор Лем и нанотехи»                        |
| осень 2004                        | Плата за управляемую удачу                                                                       | Редакция журнала "Если"               | нет | Юлия Остапенко                   | «Ромашка»                                      |
| весна 2005                        | Спасения ждать неоткуда                                                                          | Владимир Дмитриевич Михайлов          | Задача: найти выход из смертельной ситуации совместно с существом (созданием), обладающим нечеловеческой логикой. Особое условие: Конечное решение должно быть синтезом обоих типов мышления.                                                               | Шимун Врочек                     | «Хомяки месяца»                                |
| осень 2005                        | Опять сообщение: «Черные дыры, черные дыры…» А это Витька стрелял из рогатки                     | Владислав Петрович Крапивин           | Должна быть как-то отражена парадоксальная взаимосвязь космических процессов и явлений с ребячьими забавами. Уточнение: Фразу из темы использовать в тексте не обязательно.                                                                                 | Юлия Зонис                       | «Птицелов»                                     |
| весна 2006                        | Конец истории. Последний человек                                                                 | издательство АСТ                      | нет | Дмитрий Колодан                  | «Последняя песня Земли»                        |
| осень 2007                        | В автомобильной пробке                                                                           |                                       | нет | Лариса Бортникова                | «Лягушонка в коробчонке»                       |
| осень 2008                        | Если выпало в Империи родиться, лучше жить в глухой провинции, у моря                            | Вадим Нестеров                        | Pассказы должны быть в стиле «вестерн». События этого вестерна могут происходить в любом антураже — от фэнтезийного до космического. | Сергей Токарев                   | «Блюз синего кролика»                          |
| весна 2009                        | В надежде славы и добра                                                                          | Борис Стругацкий                      | нет | Лора Андронова                   | «Тёмными тропами»                              |
| осень 2009                        | Твоя молитва услышана: берегись                                                                  | Марина и Сергей Дяченко               | Первая фраза: «Три миллиона жизней — это плата за независимость?!» Последняя фраза: «Об одном прошу: оставь её в покое». | Сергей Фомичёв                   | «Нелегальное подключение»                      |
| весна 2010 (19 марта — 1 апреля)  | Завтра не будет Луны                                                                             |                                       | В тексте (в любом месте) должна присутствовать фраза: «На десятилетие мне подарили настоящую ракету». | Анна Игнатенко                   | «Будь кем хочешь»                              |
| весна 2010 (9 апреля — 27 апреля) | Многофункциональность                                                                            | Нил Гейман                            | Рассказать в своих рассказах, как многофункциональность предметов изменит жизнь людей в будущем. | Лариса Бортникова                | «Паяц и кофеварка»                             |
| осень 2010                        | Прогресс медицины                                                                                | Анджей Сапковский                     | Прогресс медицины (врачебной науки) – сможет ли он когда-то сделать нас неуязвимыми для всех болезней, заболеваний и недугов? Даже тех недугов, которые ещё неизвестны? И какую цену придётся за это заплатить? Автор темы — Анджей Сапковский              | Татьяна Леванова                 | «Пирожки»                                      |
| весна 2011 (18 марта — 31 марта)  | Антисталкер                                                                                      |                                       | нет | Эльдар Сафин                     | «Свинобабка»                                   |
| весна 2011 (15 апреля — 2 мая)    | «У холмов одни боги, у долин — другие» («The gods of the valleys are not the gods of the hills») | Майкл Суэнвик                         | нет | К.А.Терина                       | «Качибейская опера»                            |
| осень 2011                        | Раскрыть глаза и жить дальше…                                                                    | Леонид Каганов                        | По сюжету герою предстоит дважды пережить прозрение, которое заставит его ужаснуться, как он жил до сих пор с таким заблуждением. Прозрение должно случиться с героем ДВА РАЗА на протяжении сюжета.                                                        | Денис Тихий                      | «На дне колодца, на вершине горы»              |
| весна 2012 (23 марта — 5 апреля)  | Мягкая конструкция с варёными бобами                                                             |                                       | нет | Максим Тихомиров                 | «Семигденье в Никогдалии»                      |
| весна 2012 (27 апреля)            | Электросталин                                                                                    | Андрей Лазарчук                       | Жанр: дизельпанк | Борис Луговой                    | «Мы рождены»                                   |
| осень 2012 (26 октября)           | А вы уверены, что это Добро?                                                                     | Елена Навроцкая                       | нет | Лариса Бортникова                | «Основной инстинкт»                            |
| весна 2013 (апрель)               | Идут ли роботы на свист, и, если идут, то зачем?                                                 |                                       | нет | Антон Тудаков                    | «Пятьсот этажей до неба»                       |
| весна 2013 (6 мая)                | Предательство (Betrayal)                                                                         | Джордж Мартин                         | нет | Джон Суидон                      | «Певчие птицы Юга»                             |
| осень 2013 (14 октября)           | Крысы на чердаке (Rats in the attic)                                                             | Джо Аберкромби                        | нет | К.А.Терина                       | «Фарбрика»                                     |
| весна 2014 (27 марта)             | Мальчик, с которым всё случилось.                                                                |                                       | нет | К.А.Терина                       | «Никтo не покидает Порт-Анри»                  |
| весна 2014 (28 апреля)            | В стране, у которой нет выхода к морю, моряк — самая престижная профессия.                       | редакция журнала "Мир фантастики"     | нет | Марина Ясинская                  | «Морской бой»                                  |
| осень 2014                        | It's only dark when the lights are on.                                                           | Питер Уоттс                           | нет | К.А.Терина                       | «Бес названия»                                 |
| весна 2015 (9 апреля)             | Человек, про которого я знаю, что он биоробот                                                    |                                       | нет | Олег Титов                       | «Пятнадцатое воспоминание Тиры Двезеле»        |
| весна 2015 (18 мая)               | Тема от Майка Стэкпола «Холодная любовь и Машина (Cold Love and The Machine)»                    | Майк Стэкпол                          | нет | Дмитрий Витер                    | «Тайна Жоржа Мабузе»                           |
| осень 2015                        | Тема от Кена Лю: «Social vision»                                                                 | Кен Лю                                | нет | К.А.Терина                       | «6,72»                                         |
| весна 2016 (17 марта)             | Арктика online                                                                                   |                                       | нет | К.А.Терина                       | «Ханки-дори»                                   |
| весна 2016 (4 мая)                | Тема от Игоря Пронина: «Машина неопределённого времени»                                          | Игорь Пронин                          | нет | Елена Михалкова                  | «День святого Патрика»                         |
| осень 2016 (21 октября)           | Тема от Алексея Юрьевича Пехова: «Последний город»                                               | Пехов, Алексей Юрьевич                | нет | Олег Титов                       | «Мастер строитель»                             |
| весна 2017 (17 марта)             | Игры, которые играют в игры                                                                      |                                       | Первое и последнее предложения рассказа должны состоять из 17 символов. В честь семнадцатого Роскона! | Эльдар Сафин                     | «Зеленые холмы Дмитрия Тоцкого»                |
| весна 2017 (12 мая)               | Тема от Аластара Рейнольдса: «The monetization of memories»                                      | Аластер Рейнольдс                     | нет | Вадим Картушов                   | «Кролик сказал, что я больше ничего не должен» |
| осень 2017 (13 октября)           | Фантастический Новый Год                                                                         | Дивов Олег                            | нет | Денис Тихий                      | «Шатун»                                        |
| зима 2017 (8 декабря)             | Тема конкурса от Евгения Лукина: «Поневоле заяц бежит, когда лететь не на чем» (В. И. Даль)      | Лукин, Евгений Юрьевич                | нет | Сергей Игнатьев                  | «Семь мгновений Ефима Зильбермана»             |
| весна 2018 (16 марта)             | Тема от Дэвида Брина: «Русские в космосе»                                                        | Дэвид Брин                            | нет | К.А.Терина                       | «Агафья будет жить»                            |
| весна 2018 (20 апреля)            | Тема от Роберта М. Вегнера: «Мир без пресной воды»                                               | Роберт М. Вегнер                      | Озвучив тему, Вегнер пояснил, что имеет ввиду не обязательно полное отсутствие в мире пресной воды - возможно, просто ее суровый дефицит. | Юрген Некрасов                   | «В оковах Сталинграда»                         |
| осень 2018 (12 октября)           | Тема от Лю Цысиня: «Is Nature really natural?»                                                   | Лю Цысинь                             | нет | Эльдар Сафин                     | «Алхимия»                                      |
| весна 2019 (22 марта)             | Муж палача                                                                                       |                                       | Одному из героев/героинь должно быть 19 лет. | Ольга Дорофеева, Юлия Гавриленко | «Я - альбатрос, я - аист»                      |
| весна 2019 (26 апреля)            | Тема от Лоис Макмастер Буджолд: «Honor versus ego»                                               | Лоис Макмастер Буджолд                | нет | Ольга Рэйн                       | «Голубая глубина»                              |
| осень 2019 (11 октября            | We are stardust, we are golden... billion year old carbon.                                       | Иен Макдональд                        | нет | Ольга Рэйн                       | «Йаари-ра /как воля и представление/»          |
| весна 2020 (27 марта)             | Мир без млекопитающих                                                                            | Александр Александрович Бушков        | нет | Эльдар Сафин                     | «Прадед»                                       |
| осень 2020 (23 октября            | Watch what you say; the wolves will hear.                                                        | Кэтрин М. Валенте                     | нет | Александр Сивинских              | «У лошади белые глаза, а внутри темно»         |
| весна 2021 (16 апреля)            | The Others or Feather and Fur - the Art of ShapeShifting                                         | Корнелия Функе                        | нет | Ivan der Yans                    | «Сон вдовы рыбака»                             |
| осень 2021 (29 октября)           | The Day I Invented Time Travel                                                                   | Гэри Вульф                            | нет | grelka_grelka                    | «Вам письмо!»                                  |
| весна 2022 (4 апреля)             | Кукла с человеческим лицом                                                                       | Вадим Панов                           | нет | Олег Титов                       | «Комната Марии»                                |
| осень 2022 (14 октября)           | Вечера на Проксиме близ Центавра                                                                 | Александр Бачило                      | нет | Анна Бурденко                    | «Кружочки»                                     |
| весна 2023 (14 апреля)            | Запертый сундук                                                                                  | Татьяна Толстая                       | нет | Ольга Рэйн                       | «Поездка в Эдингоу»                            |
| осень 2023 (13 октября)           | Мир секонд-хенд, планета секонд-хенд, жизнь секонд-хенд                                          | Алексей Сальников                     | нет | Сергей Фомичёв                   | «Пердышка»                                     |
| весна 2024 (12 апреля)            | Нечеловеческий мир                                                                               | Андрей Столяров                       | Судя по всему, мир будущего обретет нечеловеческую конфигурацию. Да и сам человек скорее всего перестанет быть человеком. Нечеловеческие пейзажи, нечеловеческие отношения, нечеловеческие идеалы, нечеловеческая любовь, нечеловеческие страх и ненависть. | Сергей Пономарёв                 | «Мать»                                         |
| осень 2024 (11 октября)           | Ночь перед казнью                                                                                | Мария Семёнова                        | нет | Эльдар Сафин                     | «Батя»                                         |
| весна 2025 (16 мая)               | Шапка-невидимка                                                                                  | Евгений Водолазкин                    | нет | Рина Башарова                    | «Цвета невидимки»                              |